# 加泰羅尼亞之路

加泰羅尼亞之路的路線圖

加泰羅尼亞之路，又稱加泰羅尼亞通往獨立之路（Via Catalana cap a la Independència），是由加泰羅尼亞國家大會提出并实施的一个400公里長的人鏈活动，以爭取加泰羅尼亞獨立。此次活动於加泰羅尼亞民族日，即2013年9月11日舉行，共有14個非政府组织参与，其路線沿着历史上的奥古斯塔道的路線展开。加泰羅尼亞内政部估计有160万人参与此次活动。
为了完成此次活动，組織者動用了1500辆巴士及30000位志願者。他們也預定了二十架直升機並承包了800位攝影師来拍摄此次活动。